# دفتر مرکزی تلگرام‌های ستاره‌شناسی

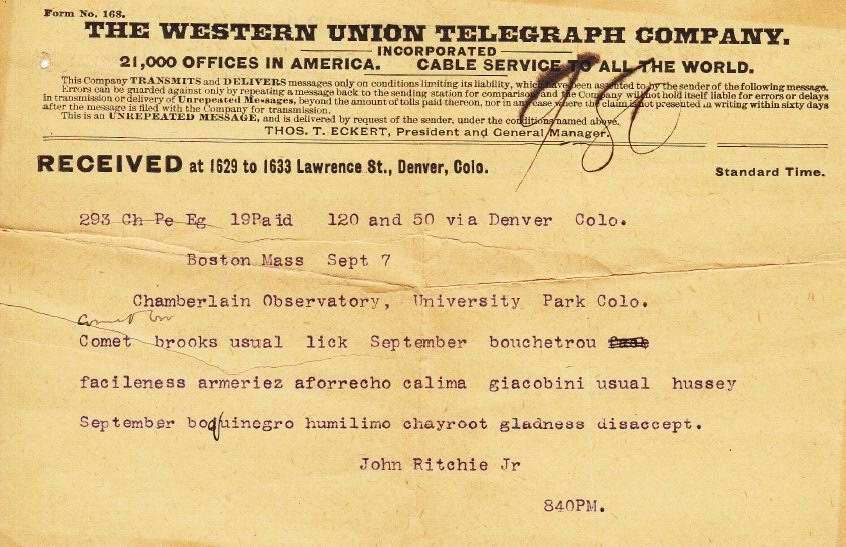
نمایی از برگهٔ تلگرام در ۷ سپتامبر ۱۸۹۶ که موقعیت دو دنباله‌دار را گزارش کرده و برای اطمینان از یکپارچگی داده‌ها، کدگذاری شده‌است.

دفتر مرکزی تلگرام‌های ستاره‌شناسی کار پاکسازی بین‌المللی رسمی برای اطلاعات مربوط به رویداد ستاره‌شناسی گذرا را انجام می‌دهد.
دفتر مرکزی تلگرام‌های ستاره‌شناسی، اطلاعات مربوط به دنباله‌دار، ماه، نواختر، ابرنواختر و دیگر رویدادهای ستاره‌شناسی گذرا را گردآوری و پخش می‌کند. دفتر مرکزی تلگرام‌های ستاره‌شناسی همچنین اولویت‌بندی اکتشاف [چه کسی به آن این اختیار را داده؟] و تخصیص سرواژه و نام‌گذاری اجرام آسمانی تازه را انجام می‌دهد.
دفتر مرکزی تلگرام‌های ستاره‌شناسی به نیابت از اتحادیه بین‌المللی اخترشناسی، اطلاعیه‌های آن را پخش می‌کند. از دهه ۱۹۲۰ (میلادی) تا ۱۹۹۲ (میلادی) دفتر مرکزی تلگرام‌های ستاره‌شناسی، تلگرام‌هایی را در موارد اضطراری می‌فرستاد. اگرچه بیشتر اطلاعیه‌ها با نامه‌های بِهَنجار فرستاده می‌شدند اما پس از آنکه دیگر از تلگرام استفاده نشد اما نام "تلگرام" به دلیل حفظ تاریخ آن باقی ماند. از میانه دهه ۱۹۸۰ (میلادی) بخشنامه اتحادیه بین‌المللی اخترشناسی و اطلاعیه ریزسیاره به صورت الکترونیکی در دسترس هستند.
دفتر مرکزی تلگرام‌های ستاره‌شناسی یک سازمان ناسودبر است ولی برای خدمات خود هزینه دریافت می‌کند تا کنش‌های خود را ادامه دهد.

## تاریخچه
دفتر مرکزی تلگرام‌های ستاره‌شناسی در ۱۸۸۲ (میلادی) در کیل آلمان توسط انجمن ستاره‌شناسی پایه‌گذاری شد. در هنگام جنگ جهانی اول به رصدخانه استروالد در دانشگاه کپنهاگ در کپنهاگ دانمارک منتقل شد.
در ۱۹۲۲ (میلادی) اتحادیه بین‌المللی اخترشناسی، دفتر مرکزی تلگرام‌های ستاره‌شناسی فرانسه را به عنوان دفتر رسمی اطلاع‌رسانی خود برگزید. دفتر مرکزی تلگرام‌های ستاره‌شناسی تا سال ۱۹۶۵ (میلادی) در دانشگاه کپنهاگ بود تا به رصدخانه کالج هاروارد جابجا شد تا توسط رصدخانه اخترفیزیک اسمیتسونین مدیریت شود.
امروزه دفتر مرکزی تلگرام‌های ستاره‌شناسی هنوز در کمبریج، ماساچوست قرار دارد. رصدخانه کالج هاروارد از ۱۸۸۳ (میلادی) تا پیش از جابجا شدن دفتر مرکزی تلگرام‌های ستاره‌شناسی در پایان ۱۹۶۴ (میلادی) دفتر مرکزی نیم‌کره باختری بود. بنابراین کارکنان رصدخانه کالج هاروارد کنترل دفتر مرکزی تلگرام‌های ستاره‌شناسی را بر عهده گرفتند.